# クロスドミナンス
クロスドミナンス（cross-dominance）は、箸は左手で使うが、筆記は右手でおこなうなど、用途によって使い勝手のいい手が違うことを指す。日本語では「交差利き」「分け利き」などと呼ばれることがあるが定着はしておらず、英語でそのまま呼ばれることのほうが多い。
用途によって使いやすい手が違うだけなので、両利きとは異なる。